# Hazzan, Idlib
Hazzan, Idlib (tiếng Ả Rập: حزان) là một ngôi làng Syria nằm ở Maarrat al-Nu'man Nahiyah ở huyện Maarrat al-Nu'man, Idlib. Theo Cục Thống kê Trung ương Syria (CBS), Hazzan, Idlib có dân số 368 trong cuộc điều tra dân số năm 2004.